# Muscolo depressore del labbro inferiore
Nell'anatomia umana il  muscolo depressore del labbro inferiore o  muscolo quadrato del labbro inferiore  è un muscolo facciale, descritto dall'anatomista Eustachio.

## Anatomia
Si ritrova sotto il labbro fra il muscolo mentale e muscolo depressore dell'angolo della bocca, è innervato dal nervo faciale.